# Российские выборы на оккупированных территориях Украины (2023)
Российские власти организовали так называемые «выборы» местных властей на оккупированных территориях Украины в период с 30 августа по 10 сентября 2023 года. Россия организовала выборы на территориях формально аннексированных Донецкой, Луганской, Херсонской и Запорожской областей несмотря на то, что российские войска не контролируют целиком ни одну из этих областей, а во время проведения мероприятия украинские войска вели летне-осеннее контрнаступление. Проведением выборов российские власти пытаются «легитимизировать» аннексированные территории Украины на востоке и юге страны.

## Предыстория
После оккупации Россией Херсонской и Запорожской областей Украины на их территории были созданы окупационные военно-гражданские администрации, как временное правительство занятых областей.
В сентябре 2022 года с целью аннексии оккупированных территорий Украины Россия провела на них фиктивные референдумы, после чего было объявлено о «присоединении» частично оккупированных регионов Украины. 
В 2023 году, к единому дню голосования российские власти решили провести «выборы» глав и законодательных собраний на оккупированных частях Херсонской, Запорожской, Донецкой и Луганской областей с целью своей «легетемизации» на данных территориях. Для этого 29 мая в федеральное законодательство были внесены правки, предусматривающие возможность проведения выборов на территориях, где действует военное положение. Ранее законодательство запрещало проводить избирательные кампании и референдумы в условиях военного положения.

## Список выборов

### ДНР

#### Выборы в Народный Совет ДНР
В дни Единого дня голосования на оккупированных частях Донецкой области прошли очередные выборы в Народный Совет ДНР. Основное голосование шло 3 дня, однако ещё с августа проводили досрочное голосование. Было замечено, что члены избирательных комиссий нередко ходили по дворам и домам, в сопровождении вооружённых людей, как это было во время «референдума». Во время проведения нелегальных «выборов» применялись силовые меры.  В «выборах» приняли участие российские партии. Аналитики оценивают это «голосование»  как предопределенные правительством РФ. По официальным данным, явка на выборах Народного Совета ДНР составила 94,34 %, даже на фиктивном референдуме, прошедшем годом раннее, официальная явка была меньше - 86,89 %.
В итоге, в новый созыв Народного Совета вошли 4 партии из 5. КПРФ набирает 6,43 %, ЛДПР - 6,25 %. Партия "Новые люди" получает 5,14 %, "Справедливая Россия - За правду" - 3,27 %.
Это был первый созыв Народного Совета избираемый по российскому законодательству, а также по новому законодательству ДНР. Впервые парламентом ДНР избирался его президиум.

#### Выборы Главы ДНР
С принятием новой Конституции ДНР 30 декабря 2022 года изменился порядок избрания главы республики. Согласно ст. 51 -  глава Донецкой Народной Республики избирается не на прямых выборах (Как это было с 2014 года), а Народным Советом ДНР сроком на 5 лет.
23 сентября совет проголосовал за кандидатов на пост Главы  ДНР, среди них были Денис Пушилин, Андрей Крамар и Казбек Тайсаев. Путём тайного голосования в Народном Совете ДНР на эту должность был переизбран Денис Пушилин.

### ЛНР

#### Выборы в Народный Совет ЛНР
Во время Единого дня голосования на оккупированных частях Луганской области также прошли очередные выборы в Народный Совет ЛНР. 
По итогам «Единая Россия» набрала 74,63 % голосов, на втором месте остаётся ЛДПР (9,87 %), далее идут «Справедливая России – Патриоты за правду» (5,56 %) и «Новые люди» (1,46 %).

#### Выборы Главы ЛНР
Аналогично ДНР, право избирать Главу республики перешло к парламенту. 23 сентября 2023 года Леонид Пасечник был вновь избран Главой Луганской НР.

## Законность проведения
Европейский Союз и США назвали организованные Россией выборы «очередным грубым нарушением международного права». Власти Украины расценивают активное участие граждан в организации выборов как проявление коллаборационизма и государственную измену, но не собираются преследовать граждан за участие в голосовании.
20 октября 2022 года президент России Владимир Путин ввёл на данных территориях военное положение. Российское законодательство запрещало проведение выборов и референдумов на территориях с действующим режимом военного положения, однако в мае 2023 года Путин подписал закон, которым отменил данный запрет.
В Службе безопасности Украины заявили, что у них есть список коллаборантов, которые помогают в организации выборов. Этих людей киевские власти планируют наказать за соответствующую незаконную деятельность.

## Организация
«Выборы» организованы по партийным спискам, из-за чего невозможно отдать голос за конкретного кандидата, а участвуют только партии, представленные в Госдуме РФ. В Запорожской и Херсонской областях 71 % кандидатов составили местные жители, треть из которых являются домохозяйками, пенсионерами, студентами или безработными. «Важные истории» совместно с Conflict Intelligence Team изучили списки кандидатов и нашли среди них чиновников, связанных с Кремлем, мобилизованного москвича, а также людей, пойманных на военных и коррупционных преступлениях.
31 августа в оккупированных прифронтовых населённых пунктах Украины частные дома начали обходить «передвижных избирательных комиссии», а «голосовать» было необходимо в присутствии вооружённой оккупационной полиции. С 1 по 4 сентября на территории России вне оккупированных украинских территорий были организованы более 300 экстерриториальных избирательных участков.
«Выборы глав регионов» не организовывались — на эти должности назначаются депутатами местных «парламентов» по предоставлению Путина.

## Оценка легитимности
- ООН — 8 сентября 2023 года помощник Генерального секретаря ООН Мирослав Йенча, выступая на заседании Совбеза напомнил о том, что в соответствии с международным гуманитарным правом Российская Федерация обязана соблюдать законодательство Украины[22].
- Азербайджан — МИД Азербайджана заявил что Украина и Азербайджан признают территориальную целостность друг друга и «недавние “выборы”, проведенные на части международно признанной территории Украины (то есть в частях Донецкой, Луганской, Запорожской и Херсонской областей, подконтрольных российским войскам)» прошли не по законам Украины, следовательно они «не имеют никакой юридической силы»[23][24].

## Военные удары по инфраструктуре
29 августа 2023 года Украина атаковала штаб партии «Единая Россия» в Новой Каховке. 30 августа украинские источники сообщили о нанесении беспилотниками удара по «избирательному участку» в городе Каменка-Днепровская.

## Результаты

### ДНР
По итогам выборов в НС ДНР 2023 «Единая Россия» набрала более 78 % голосов. Также по итогам обработки 100 % протоколов участковых избирательных комиссий КПРФ набрала 6,43 %, ЛДПР — 6,25 %, «Новые люди» — 5,14 %, «Справедливая Россия — Патриоты — За правду!» — 3,27 %.